# Suore riparatrici del Sacro Cuore
Le Suore Riparatrici del Sacro Cuore sono un istituto religioso femminile di diritto pontificio: le suore di questa congregazione pospongono al loro nome la sigla R.S.C.

## Storia
La congregazione venne fondata a Napoli nell'ottobre 1875 da Isabella de Rosis (1842-1911) con l'approvazione dell'arcivescovo Sisto Riario Sforza: nel 1884, per il loro impegno a favore degli ammalati durante un'epidemia di colera, molte suore vennero contagiate e la compagnia rischiò l'estinzione.
A partire dal 1889 la de Rosis promosse l'erezione al Vomero di un santuario di Riparazione dedicato al Sacro Cuore di Gesù, completato nel 1914 e ceduto ai salesiani.
L'istituto ricevette il pontificio decreto di lode il 12 luglio 1906 e le sue costituzioni vennero approvate definitivamente dalla Santa Sede il 30 luglio 1929.

## Attività e diffusione
Le suore Riparatrici sono dedite all'educazione della gioventù, alle opere parrocchiali, svolgono opera assistenziale in favore di orfani e anziani e promuovono esercizi spirituali per donne.
Oltre che in Italia, sono presenti in America meridionale (Argentina, Colombia, Venezuela) e in Asia (Filippine, India): la sede generalizia è a Roma.
Al 31 dicembre 2005 l'istituto contava 428 religiose in 49 case.